# Tillandsia pulchella
Espèce
Classification phylogénétique
Tillandsia pulchella Hook. est une espèce de plantes à fleurs de la famille des Bromeliaceae
L'épithète pulchella signifie "jolie, mignonne".

## Protologue et Type nomenclatural
Tillandsia pulchella Hook., Exot. Fl. 2: tab. 154 (1825)
Diagnose originale : (à compléter)
Type : (à vérifier)

## Synonymie

### Synonymie nomenclaturale
- Anoplophytum pulchellum Beer

### Synonymie taxonomique
- Tillandsia tenuifolia L[1],[2].
- Anoplophytum amoenum E.Morren[3]
- Tillandsia subulata Vell[3].
- Diaphoranthema subulata Beer[3]

## Écologie et habitat
- Typologie : plante vivace herbacée en rosette monocarpique vivace par ses rejets latéraux ; épiphyte[3],[4].
- Habitat : ?
- Altitude : ?

## Distribution
- Amérique du Sud :
  -  Argentine[3]
    - Salta[3]

  -  Brésil
    - Bahia[3]
    - Rio de Janeiro[3]
    - Minas Gerais[3]
    - Paraná[3]

  -  Paraguay[4]
  -  Suriname[3]

## Taxons infraspécifiques

### Tillandsia pulchellavar.pulchella
(autonyme)

### Tillandsia pulchellaf.pulchella
(autonyme)

### Tillandsia pulchellavar.distichaL.B.Sm.
Tillandsia pulchella var. disticha L.B.Sm., in Arq. Bot. Estado Sao Paulo 1: 114, tab. 117 (1943)
Diagnose originale : (à compléter)
Type : (à compléter)
Synonymie :
- - Tillandsia tenuifolia var. disticha (L.B.Sm.) L.B.Sm.

Distribution : Brésil (Rio de Janeiro).

### Tillandsia pulchellavar.pitiphylla(Mart. ex Schult.f. ) Mez
Tillandsia pulchella var. pitiphylla (Mart. ex Schult.f. ) Mez in Mart., Fl. Bras. 3(3): 603 (1894)
Synonymie :
- - [ basionyme ] Tillandsia pitiphylla Mart. ex Schult.f.

### Tillandsia pulchellavar.rosea(Lindl.) Mez
Tillandsia pulchella var. rosea (Lindl.) Mez in Mart., Fl. Bras. 3(3): 603 (1894)
Synonymie :
- - [ basionyme ] Tillandsia rosea Lindl.

### Tillandsia pulchellavar.saxicolaL.B.Sm.
Tillandsia pulchella var. saxicola L.B.Sm., in Arq. Bot. Estado Sao Paulo 1: 115, tab. 118 (1943)
Diagnose originale : (à compléter)
Type : (à compléter)
Synonymie :
- - Tillandsia tenuifolia var. saxicola (L.B.Sm.) L.B.Sm.

Distribution : Brésil (Sao Paulo).

### Tillandsia pulchellavar.surinamensisMiq. ex Mez
Tillandsia pulchella var. surinamensis Miq. ex Mez in Mart., Fl. Bras. 3(3): 603 (1894)
Diagnose originale :
« Var. Surinamensis Miq. (spec.) habitu ut in praedecente [var. rosea ] percrasso a typo differt sed folia plerumque unilateraliter curvata, inflorescentia folia solemniter superans. Spica elongata a typo ulterius recedit. »
Type : Mez cite de multiples spécimens, sans désigner explicitement un holotype et aucune illustration n'est incluse dans le protologue qui pourrait en tenir lieu.
- leg. W.R. Hostmann, n° 592, 1846 ; "In Surinam" ; Isotypus MO (MO-104677)

Synonymie :
- - Tillandsia tenuifolia var. surinamensis (Mez) L.B.Sm.
  - Tillandsia pulchella f. surinamensis (Mez) Luetzelb.

Distribution :
- Guyana[4]
- Suriname[3]
- Brésil
  - Rio de Janeiro[3]
  - Paraná[3]
  - Santa Catarina[4]
  - Rio Grande do Sul[4]

### Tillandsia pulchellaf.surinamensis(Mez) Luetzelb.
Tillandsia pulchella f. surinamensis (Mez) Luetzelb., Estud. Bot. Nordéste 3: 104 (1923)
Synonymie :
- - [ basionyme ] Tillandsia pulchella var. surinamensis Mez